# 第14回BRICS首脳会議
第14回BRICS首脳会議（だい14かいブリックスしゅのうかいぎ、英: 14th BRICS summit）は、2022年6月23日に中国・北京で開催されたBRICS首脳会議。新型コロナウイルス感染症の影響により、オンライン形式で行われた。

## 議題
サミットでの主な進展は、通貨バスケット制に基づく新たな準備通貨の創設であった。米ドルへの挑戦を意味するこの通貨は、BRICS諸国の通貨を組み合わせ、貴金属に支えられている。
オンライン形式で行われた「グローバル開発に関するハイレベル対話」の会合には、BRICSの5か国以外にもイラン、アルジェリア、アルゼンチン、エジプト、インドネシア、カザフスタン、セネガル、ウズベキスタン、カンボジア、エチオピア、フィジー、マレーシア、タイの13か国が参加した。

## 参加国首脳

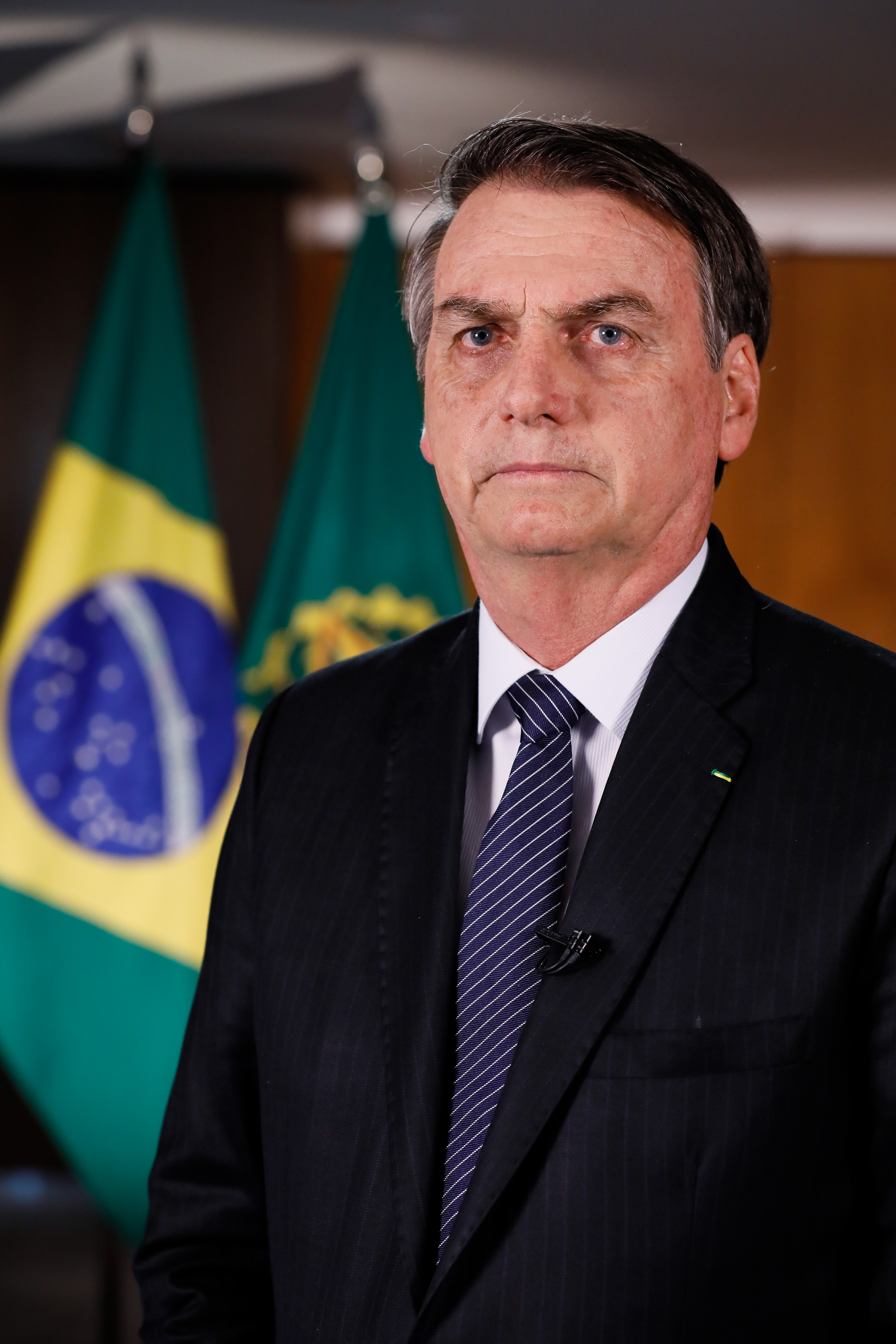
ブラジル ジャイール・ボルソナーロ（大統領）
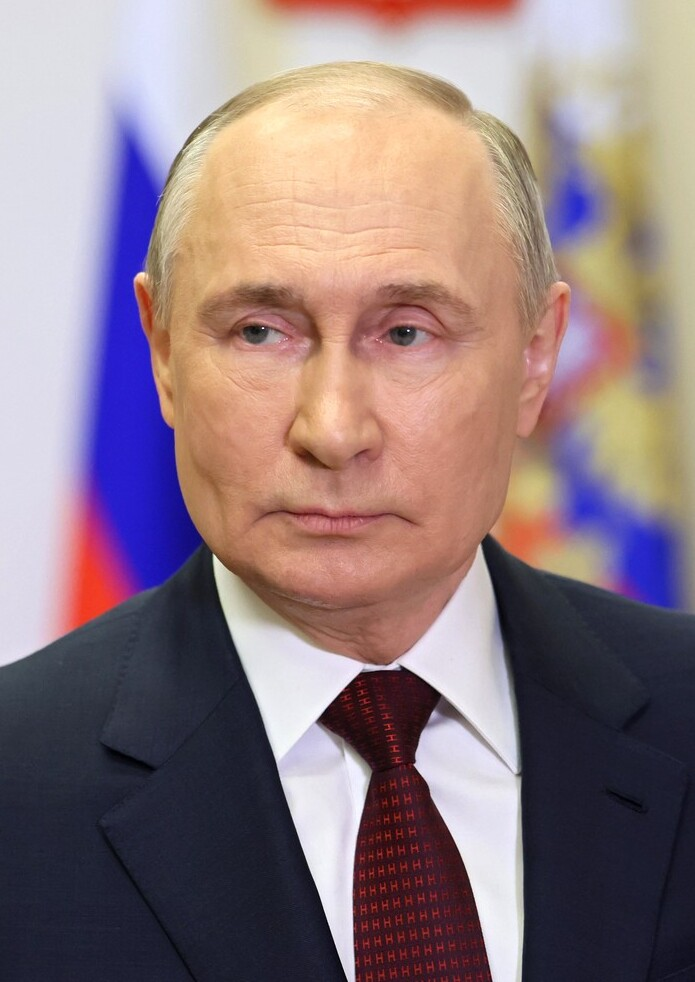
ロシア ウラジーミル・プーチン（大統領）
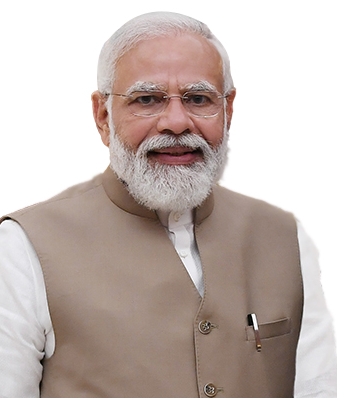
インド ナレンドラ・モディ（首相）
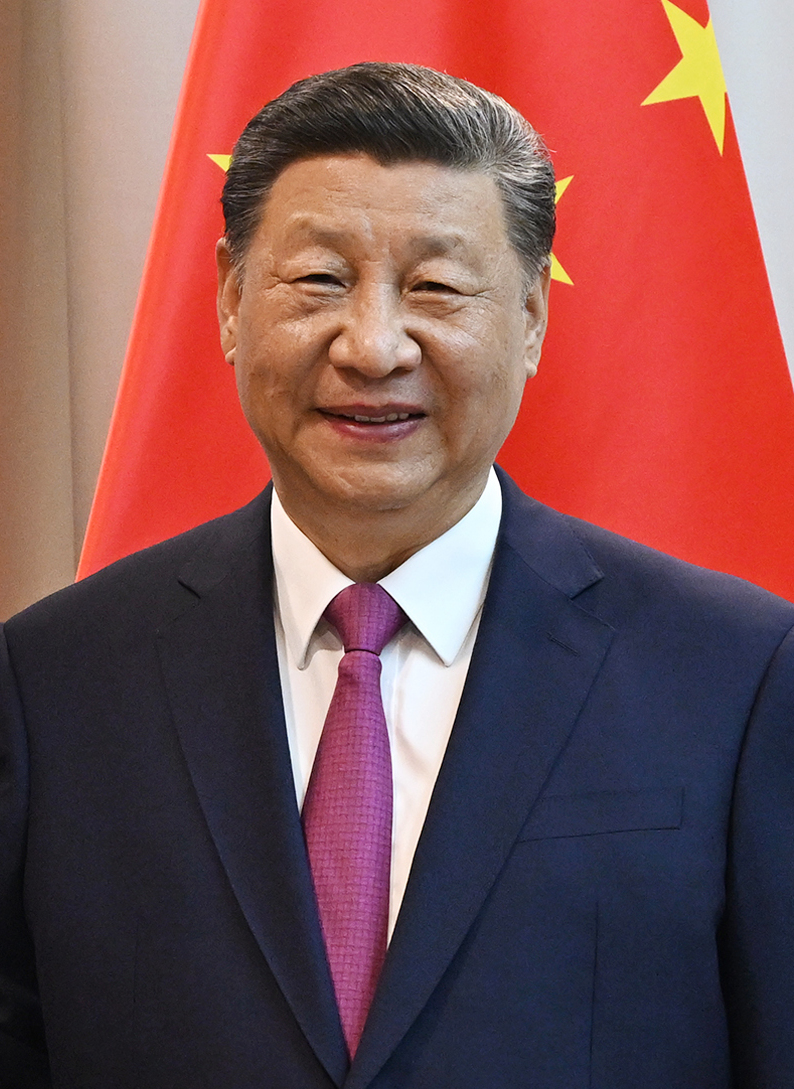
中国 (議長国) 習近平（総書記）
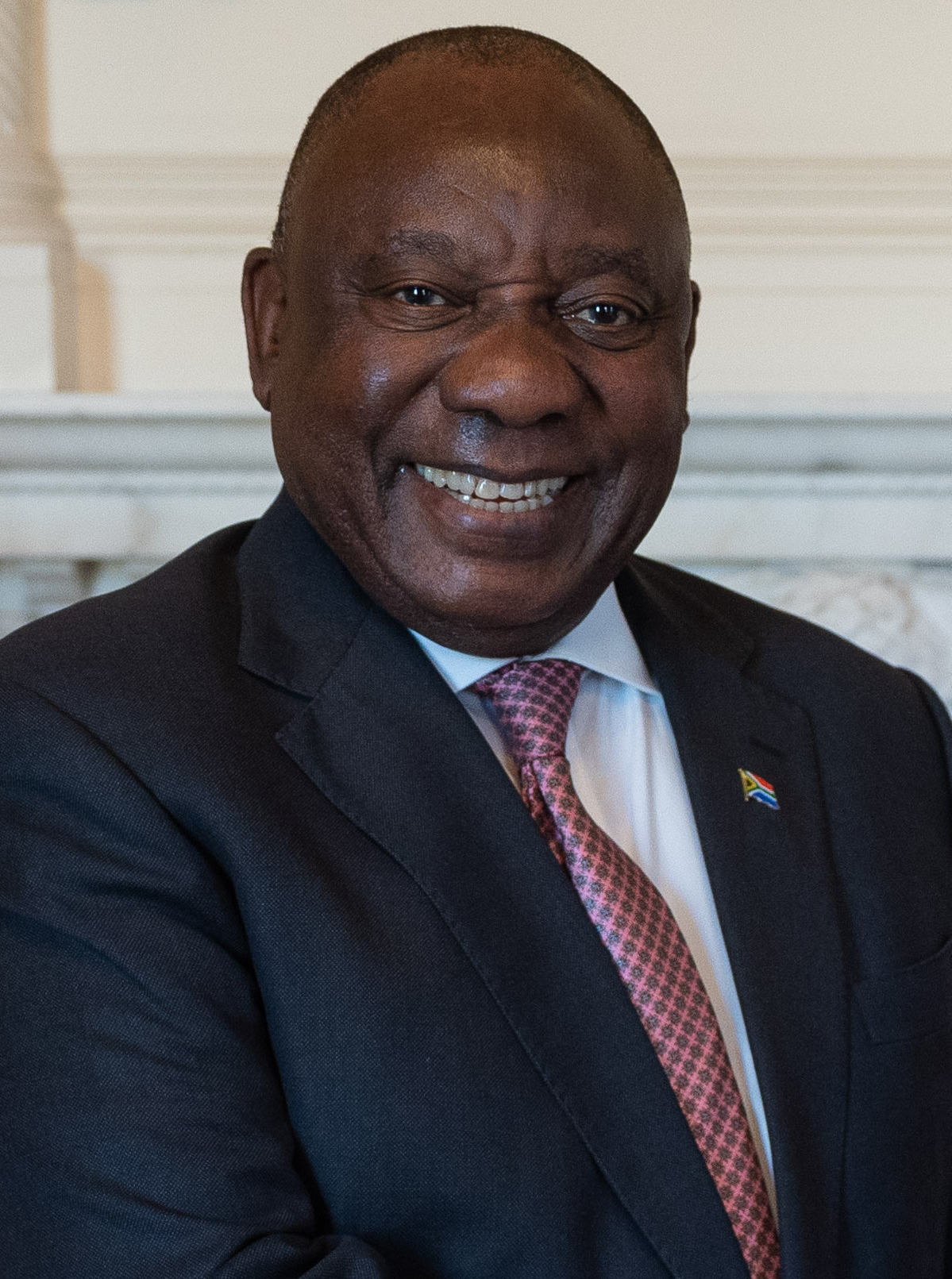
南アフリカ シリル・ラマポーザ（大統領）